# La ferita
La ferita è un singolo del cantautore italiano Renato Zero, pubblicato l'8 dicembre 2023 come secondo singolo del trentatreesimo album in studio Autoritratto.

## Descrizione
Il singolo è uscito lo stesso giorno della pubblicazione dell'album Autoritratto.

## Tracce
Download digitale e streaming
1. La ferita – 3:22